# Фабіо Челестіні
Фабіо Челестіні (нім. Fabio Celestini, нар. 31 жовтня 1975, Лозанна) — швейцарський футболіст, півзахисник. По завершенні ігрової кар'єри — тренер. Головний тренер російського ЦСКА.
Насамперед відомий виступами за клуби «Лозанна», «Олімпік» (Марсель) та «Хетафе», а також за національну збірну Швейцарії.

## Клубна кар'єра
У дорослому футболі дебютував у 1995 році виступами за команду клубу «Лозанна», в якій провів п'ять сезонів, взявши участь у 114 матчах чемпіонату. Більшість часу, проведеного у складі «Лозанни», був гравцем основного складу команди.
Протягом 2000—2002 років захищав кольори команди клубу «Труа».
Своєю грою за останню команду привернув увагу представників тренерського штабу клубу «Олімпік» (Марсель), до складу якого приєднався 2002 року. Відіграв за команду з Марселя наступні два сезони своєї ігрової кар'єри. Граючи у складі «Олімпіка» також здебільшого виходив на поле в основному складі команди.
Протягом 2004—2005 років захищав кольори команди клубу «Леванте».
У 2005 році уклав контракт з клубом «Хетафе», у складі якого провів наступні п'ять років своєї кар'єри гравця. 
Завершив професійну ігрову кар'єру у клубі «Лозанна», у складі якого вже виступав раніше. Увійшов до складу команди у 2010 році, захищав її кольори до припинення виступів на професійному рівні у тому ж році.

## Виступи за збірну
У 1998 році дебютував в офіційних матчах у складі національної збірної Швейцарії. Протягом кар'єри у національній команді, яка тривала 11 років, провів у формі головної команди країни 35 матчів, забивши 2 голи.
У складі збірної був учасником чемпіонату Європи 2004 року у Португалії, де виходив на поле у двох іграх групового етапу.

## Кар'єра тренера
Розпочав тренерську кар'єру невдовзі по завершенні кар'єри гравця, 2013 року, увійшовши до тренерського штабу іспанської «Малаги».
Отримавши перший досвід самостійної тренерської роботи в італійській нижчоліговій «Террачині», 2015 року став головним тренером команди «Лозанна», тренував цю команду три роки.
Наступним місцем тренерської роботи був «Лугано», головним тренером команди якого Фабіо Челестіні був з 2018 по 2019 рік.
2 січня 2020 року був призначений очільником тренерського штабу «Люцерна», з яким здобув Кубок Швейцарії у розіграші 2020/21.
В червні 2025 року Челестіні очолив тренерський штаб московського ЦСКА, підписавши контракт на два роки з можливістю продовження угоди ще на один рік.
| Дата       | Місто                  | Господарі | Результат               | Гості             | Турнір             | Голи | Примітки |
| ---------- | ---------------------- | --------- | ----------------------- | ----------------- | ------------------ | ---- | -------- |
| 6-6-1998   | Базель                 | Швейцарія | 1 – 1                   | Югославія         | товариський матч   | -    | 87'      |
| 2-9-1998   | Ниш                    | Югославія | 1 – 1                   | Швейцарія         | товариський матч   | -    | 46'      |
| 10-10-1998 | Удіне                  | Італія    | 2 – 0                   | Швейцарія         | Відбір до ЧЄ 2000  | -    | 86'      |
| 14-10-1998 | Цюрих                  | Швейцарія | 1 – 1                   | Данія             | Відбір до ЧЄ 2000  | -    |          |
| 9-6-1999   | Лозанна                | Швейцарія | 0 – 0                   | Італія            | Відбір до ЧЄ 2000  | -    | 55'      |
| 18-8-1999  | Дрновице               | Чехія     | 3 – 0                   | Швейцарія         | товариський матч   | -    |          |
| 7-10-2000  | Цюрих                  | Швейцарія | 5 – 1                   | Фарерські острови | Відбір до ЧС 2002  | -    | 66'      |
| 15-11-2000 | Туніс                  | Туніс     | 1 – 1                   | Швейцарія         | товариський матч   | -    |          |
| 28-2-2001  | Ларнака                | Польща    | 4 – 0                   | Швейцарія         | товариський матч   | -    |          |
| 12-2-2002  | Нікосія                | Кіпр      | 1 – 1 д.ч. (4 – 2 п.п.) | Швейцарія         | товариський матч   | -    | 46'      |
| 13-2-2002  | Лімасол                | Угорщина  | 1 – 2                   | Швейцарія         | товариський матч   | -    | 57'      |
| 27-3-2002  | Стокгольм              | Швеція    | 1 – 1                   | Швейцарія         | товариський матч   | -    |          |
| 21-8-2002  | Базель                 | Швейцарія | 3 – 2                   | Австрія           | товариський матч   | -    | 66'      |
| 8-9-2002   | Базель                 | Швейцарія | 4 – 1                   | Грузія            | Відбір до ЧЄ 2004  | 1    | 68'      |
| 12-10-2002 | Тирана                 | Албанія   | 1 – 1                   | Швейцарія         | Відбір до ЧЄ 2004  | -    | 63'      |
| 16-10-2002 | Дублін                 | Ірландія  | 1 – 2                   | Швейцарія         | Відбір до ЧЄ 2004  | 1    | 85'      |
| 12-2-2003  | Нова Гориця            | Словенія  | 1 – 5                   | Швейцарія         | товариський матч   | -    | 46'      |
| 2-4-2003   | Тбілісі                | Грузія    | 0 – 0                   | Швейцарія         | Відбір до ЧЄ 2004  | -    | 60'      |
| 30-4-2003  | Женева                 | Швейцарія | 1 – 2                   | Італія            | товариський матч   | -    |          |
| 7-6-2003   | Базель                 | Швейцарія | 2 – 2                   | Росія             | Відбір до ЧЄ 2004  | -    |          |
| 11-6-2003  | Женева                 | Швейцарія | 3 – 2                   | Албанія           | Відбір до ЧЄ 2004  | -    | 83'      |
| 20-8-2003  | Женева                 | Швейцарія | 0 – 2                   | Франція           | товариський матч   | -    | 77'      |
| 10-9-2003  | Москва                 | Росія     | 4 – 1                   | Швейцарія         | Відбір до ЧЄ 2004  | -    |          |
| 11-10-2003 | Базель                 | Швейцарія | 2 – 0                   | Ірландія          | Відбір до ЧЄ 2004  | -    | 56'      |
| 18-2-2004  | Рабат                  | Марокко   | 2 – 1                   | Швейцарія         | товариський матч   | -    | 46' 53'  |
| 31-3-2004  | Іракліон               | Греція    | 1 – 0                   | Швейцарія         | товариський матч   | -    |          |
| 28-4-2004  | Женева                 | Швейцарія | 2 – 1                   | Словенія          | товариський матч   | 1    | 65'      |
| 2-6-2004   | Базель                 | Швейцарія | 0 – 2                   | Німеччина         | товариський матч   | -    | 81'      |
| 6-6-2004   | Базель                 | Швейцарія | 1 – 0                   | Ліхтенштейн       | товариський матч   | -    | 70' 74'  |
| 13-6-2004  | Лейрія                 | Швейцарія | 0 – 0                   | Хорватія          | ЧЄ 2004 - 1-й етап | -    | 54'      |
| 17-6-2004  | Коїмбра                | Англія    | 3 – 0                   | Швейцарія         | ЧЄ 2004 - 1-й етап | -    | 23' 53'  |
| 7-9-2007   | Відень                 | Швейцарія | 2 – 1                   | Чилі              | товариський матч   | -    |          |
| 11-9-2007  | Клагенфурт-ам-Вертерзе | Швейцарія | 3 – 4                   | Японія            | товариський матч   | -    | 68'      |
| 13-10-2007 | Цюрих                  | Швейцарія | 3 – 1                   | Австрія           | товариський матч   | -    | 82'      |
| 17-10-2007 | Базель                 | Швейцарія | 0 – 1                   | США               | товариський матч   | -    | 46'      |
| Усього     |                        | Матчів    | 35                      |                   | Голів              | 2    |          |

## Титули і досягнення
Гравець
- Володар Кубка Швейцарії (2):

«Лозанна»: 1997-98, 1998-99
- Переможець Кубка Інтертото (1):

«Труа»: 2001
Тренер
- Володар Кубка Швейцарії (2):

«Люцерн»: 2020-21
«Базель»: 2024-25
- Чемпіон Швейцарії (1):

«Базель»:  2024-25
- Володар Суперкубка Росії (1):

ЦСКА: 2025